# Клубный кубок UNCAF 1978
1. перенаправление Турнир Фратернитад 1978